# Massif de Jaunden
Le massif de Jaunden est situé dans la province de l'Alava et l'enclave de Treviño (Burgos), dans les Montagnes basques.

## Sommets
- Jaunden, 1 035 m 42° 38′ 30″ nord, 2° 37′ 03″ ouest
- La Rasa, 977 m 42° 38′ 55″ nord, 2° 37′ 41″ ouest
- Avellano, 964 m 42° 38′ 48″ nord, 2° 36′ 03″ ouest
- Turizar, 921 m 42° 39′ 03″ nord, 2° 39′ 46″ ouest
- Pelada, 919 m 42° 39′ 05″ nord, 2° 40′ 49″ ouest
- Monte los Valletes, 877 m 42° 39′ 27″ nord, 2° 38′ 29″ ouest
- Urkiza, 846 m 42° 39′ 38″ nord, 2° 37′ 40″ ouest
- Garamendi, 841 m 42° 39′ 28″ nord, 2° 42′ 37″ ouest
- Urizaharra, 816 m 42° 39′ 04″ nord, 2° 42′ 25″ ouest
- Mendiluzia, 797 m 42° 38′ 07″ nord, 2° 41′ 11″ ouest
- Krutzia, 787 m 42° 39′ 52″ nord, 2° 39′ 06″ ouest
- Goba, 773 m 42° 40′ 15″ nord, 2° 37′ 57″ ouest